# Jackson (Tennessee)
Pour les articles homonymes, voir Jackson.
Jackson est une ville de l'État du Tennessee, dans le comté de Madison.

## Source
- (en) Cet article est partiellement ou en totalité issu de l’article de Wikipédia en anglais intitulé « Jackson, Tennessee » (voir la liste des auteurs).